# Rococò (singolo)
Rococò è un singolo del cantautore italiano Giorgio Poi, pubblicato il 3 novembre 2021 dall'etichetta Bomba Dischi e Island Records.

## Video musicale
Il videoclip del brano, diretto da Riccardo Sergio e Gabriele Skià, è stato pubblicato il 7 dicembre 2021 sul canale YouTube di Bomba Dischi.